# Orde van het Geloof en de Rede
De Orde van het Geloof en de Rede werd door koning Hendrik in 1399 gesticht. Deze hoofse orde legde haar ridders de plicht op dames te vereren, weduwen en wezen te beschermen, voor de eer van maagden te vechten en de huwelijkstrouw te bewaren. Ook de bescherming van het geloof en de verdediging van de grenzen werden als doelen voor de ridders genoemd. De doelstellingen zijn die van de ideale ridder maar de werkelijkheid van de middeleeuwen zag er vaak heel anders uit. De orde valt te plaatsen in het beschavingsoffensief waarmee de koningen de ruwe ridderkaste tot beschaafde hovelingen hoopten op te voeden. Ook in Frankrijk bestonden in de 14e en 15e eeuw vergelijkbare orden met vergelijkbare doelstellingen. Zie daarvoor de lijst van historische orden van Frankrijk